# Abdelilah Benkirane
Abdelilah Benkirane (arabisk: عبد الإله بنكيران, født 4. april 1954) er en marokkansk politiker som var premierminister i Marokko fra november 2011 til marts 2017. Efter at være blevet det største parti ved parlamentsvalget i 2011 dannede det islamiske Retfærdigheds- og Udviklingsparti en regeringskoalition med tre partier, der havde indgået i tidligere regeringer.